# Carlos Barahona
Carlos Luis Barahona Jiménez (ur. 22 sierpnia 2002 w Cartago) – kostarykański piłkarz występujący na pozycji prawego obrońcy, od 2020 roku zawodnik Cartaginés.